# Пліхта
Пліхта (пол. Plichta, нім. Plichten) — село в Польщі, у гміні Лукта Острудського повіту Вармінсько-Мазурського воєводства.
Населення — 127 осіб (2011).

## Демографія
Демографічна структура станом на 31 березня 2011 року:
|          | Загалом | Допрацездатний вік | Працездатний вік | Постпрацездатний вік |
| -------- | ------- | ------------------ | ---------------- | -------------------- |
| Чоловіки | 70      | 25                 | 39               | 6                    |
| Жінки    | 57      | 16                 | 34               | 7                    |
| Разом    | 127     | 41                 | 73               | 13                   |